# Apple A8X
Apple A8X是一款苹果公司设计，TSMC代工的64位元ARM架構SoC，首先搭载于2014年10月16日宣布的iPad Air 2。它改进自A8，首次集成了三核心的CPU，苹果宣传其于Apple A7相比，CPU性能提高了40%，GPU性能为A7的2.5倍。

## 使用A8X的产品
- iPad Air 2